# Avaleresses Élisabeth Dahié
Les avaleresses Élisabeth Dahié, parfois orthographiées Elisabeth Dahier, de la Société Desandrouin-Taffin, future constituante de la Compagnie des mines d'Anzin, sont un ancien charbonnage non exploité du bassin minier du Nord-Pas-de-Calais, situé à Fresnes-sur-Escaut. Les deux puits sont commencés en 1744, mais ils sont abandonnés à la profondeur d’environ 65 mètres en 1748. Des habitations sont ensuite construites sur le carreau de fosse.
Au début du XXIe siècle, Charbonnages de France indique par des plaques où sont situés approximativement les puits. Ceux-ci sont localisés derrière les habitations de la route principale de la commune.

## La fosse

### Fonçage
La Société Desandrouin-Taffin commence en 1744 les travaux de deux puits dénommés « Élisabeth Dahié » à environ cinq cents mètres au nord-est des avaleresses Point du jour, commencées en 1716 et abandonnées l'année suivante. Le puits couchant est situé à vingt-deux mètres à l'ouest-sud-ouest du puits levant.

### Abandon
Le fonçage des puits est abandonné à la profondeur d'environ 65 mètres, (ou 64 mètres,) en 1748. Tous deux ont un cuvelage carré de 2,5 mètres de côté, dont le matériau n'est pas connu, et ne possèdent aucun étage de recette. Leur remblayage n'est pas connu,. L'abandon pourrait être lié au passage du Vieil Escaut à cent-trente mètres au sud-est du carreau de fosse, et aux infiltrations liées.
Édouard Grar rapporte que les deux avaleresses creusées en 1744 ont été abandonnées à cause des eaux, à 64 mètres, dans le terrain houiller. Ces puits, qui ont exigé un peu plus de travail que les précédents, ont coûté 50 000 écus (150 000 livres) de perte réelle. Une machine à pompe mue par 97 chevaux et une machine à feu y ont été mises en service, et c'est dans cette fosse qu'a été faite la première application connue de la machine à vapeur au passage des niveaux dans les fosses en tentatives.
Le lit du Vieil Escaut est actuellement comblé. La Compagnie des mines d'Anzin est fondée neuf ans plus tard, en 1757,.

### Reconversion
Au début du XXIe siècle, Charbonnages de France recherche les puits sans toutefois les retrouver puisque leur emplacement est supposé, les têtes de puits ne sont pas matérialisées. Deux bornes (ou plaques en l'occurrence) sont installées sur les façades de deux habitations. Le puits levant est situé vingt-sept mètres derrière la façade, sous une terrasse, au 109 rue Jean-Jaurès. Le puits couchant est quant à lui localisé vingt mètres derrière la façade, sous une terrasse également, au 113 rue Jean-Jaurès.

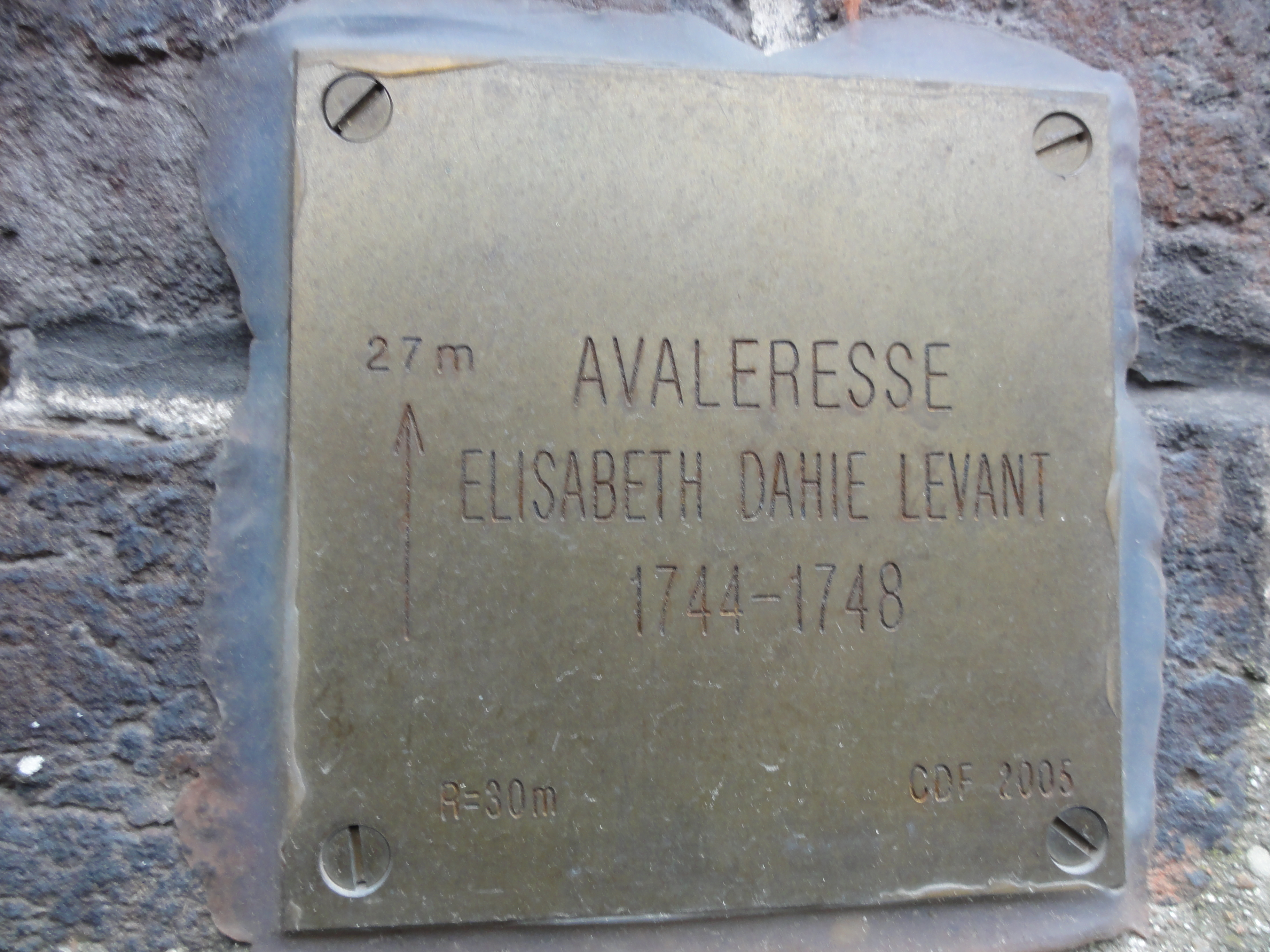
L'avaleresse Élisabeth Dahié levant est située vingt-sept mètres derrière cette plaque.
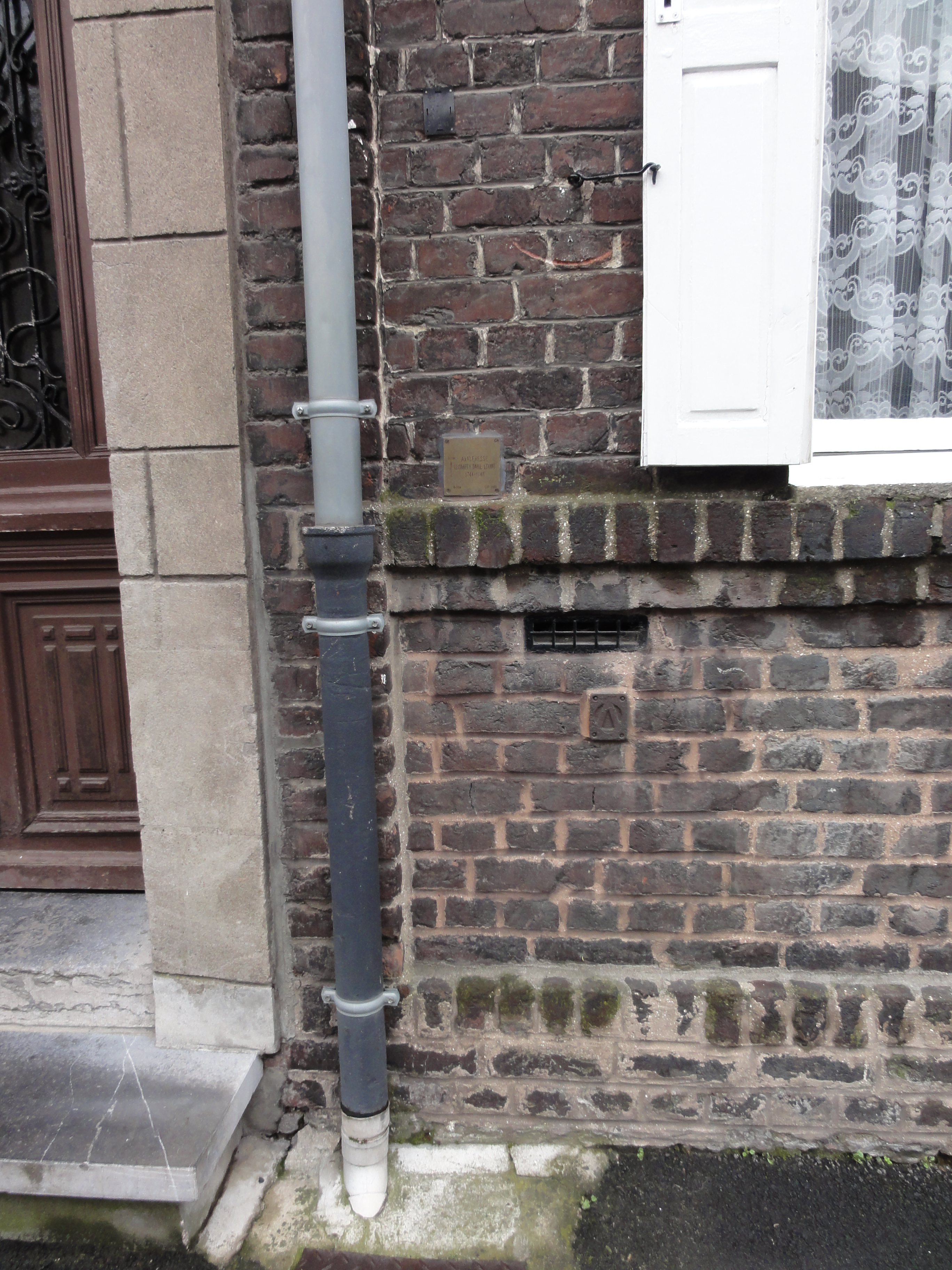
Localisation de la plaque du puits levant sur le mur de la maison.
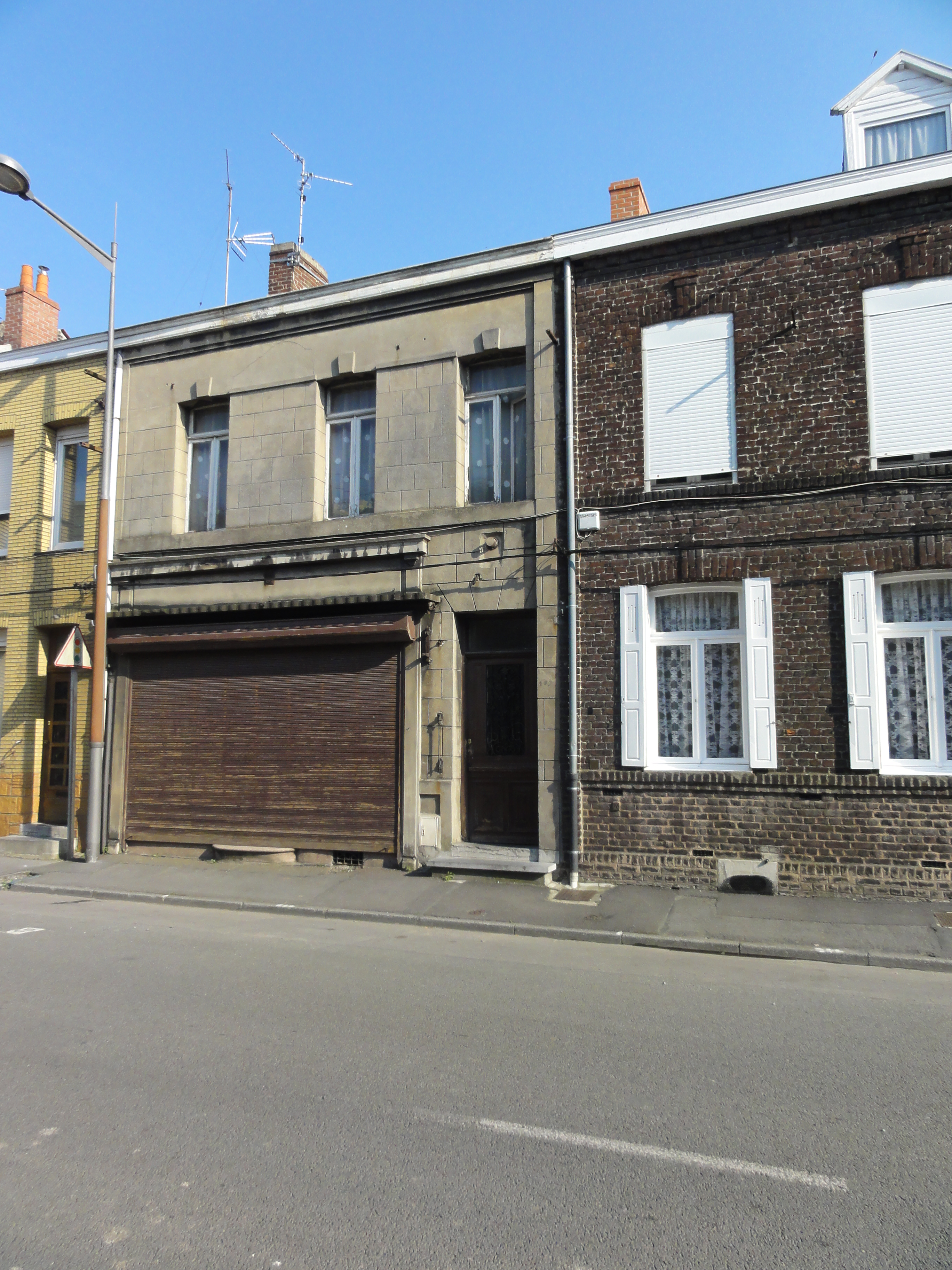
La plaque du puits levant dans son environnement.
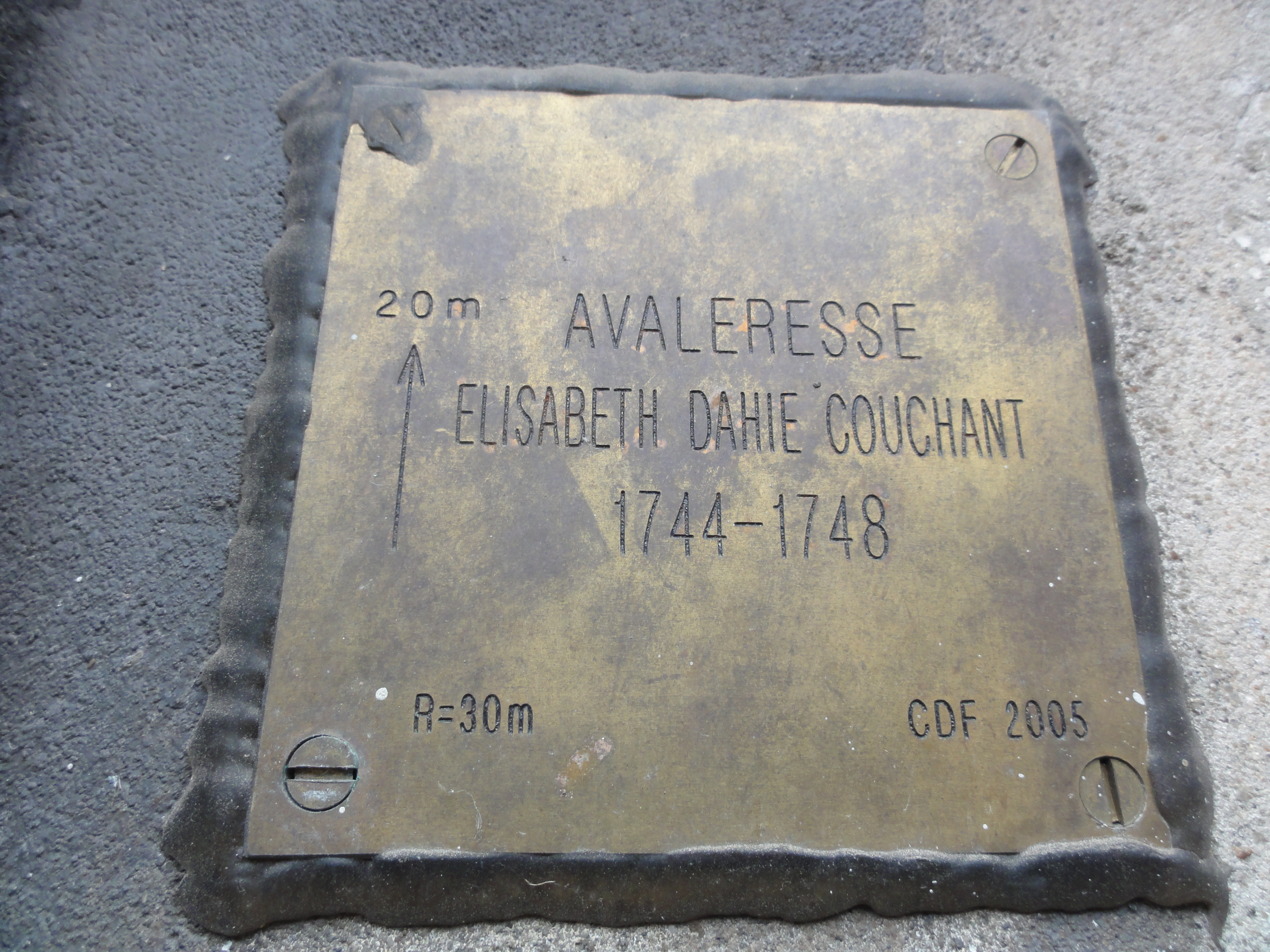
L'avaleresse Élisabeth Dahié couchant est située vingt mètres derrière cette plaque.
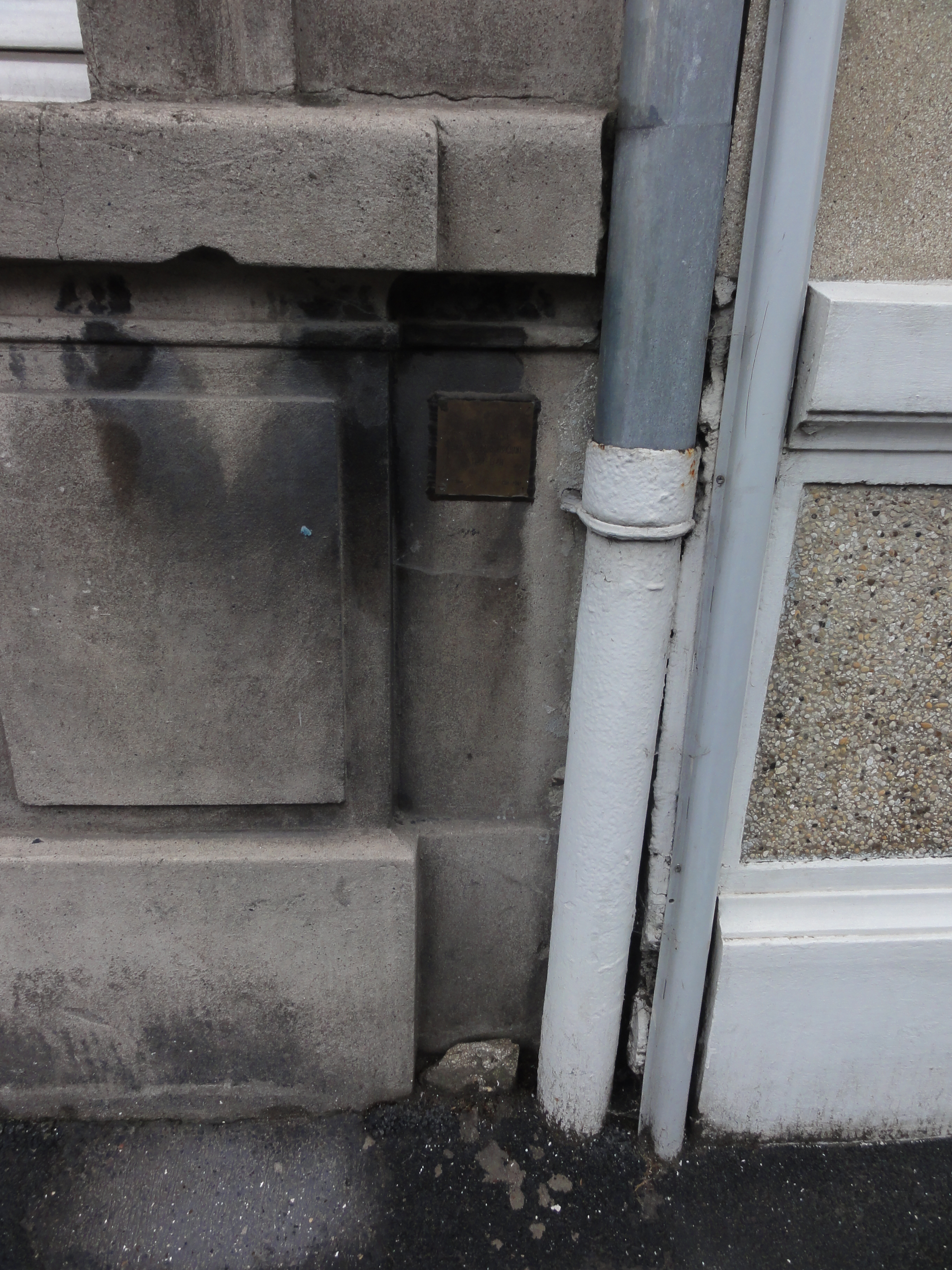
Localisation de la plaque du puits couchant sur le mur de la maison.
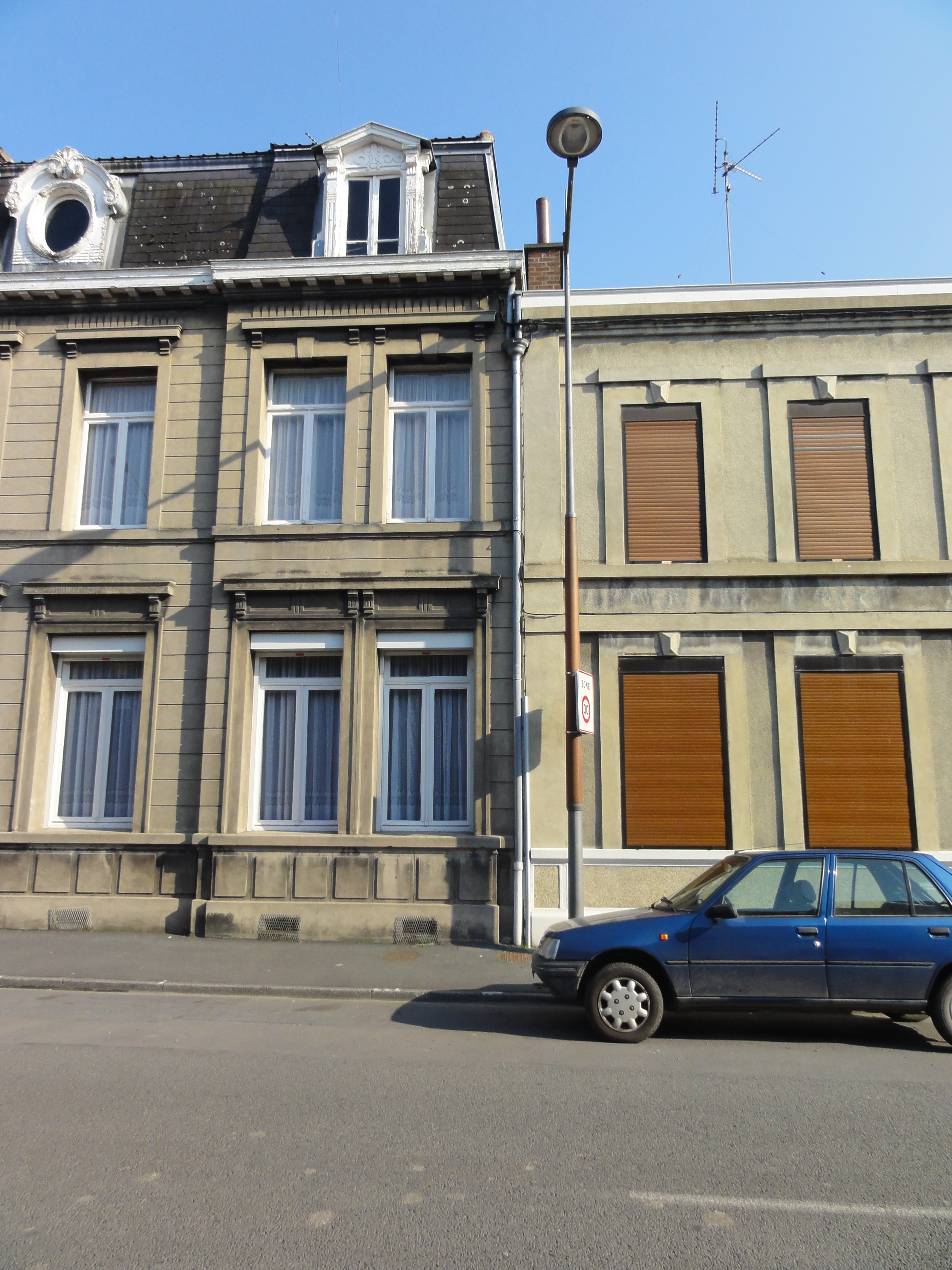
La plaque du puits couchant dans son environnement.